# Colostygia blackmorei
Colostygia blackmorei là một loài bướm đêm trong họ Geometridae.